# Eiphosoma mangabeirai
Eiphosoma mangabeirai är en stekelart som beskrevs av Costa Lima 1953. Eiphosoma mangabeirai ingår i släktet Eiphosoma och familjen brokparasitsteklar. Inga underarter finns listade i Catalogue of Life.